# Masquerade in Blood
Masquerade in Blood – siódmy album studyjny niemieckiego zespołu thrash metalowego Sodom wydany 1 czerwca 1995 roku. Album ten jest postrzegany jako jeden z najcięższych w historii zespołu. Zawierał wiele elementów takich gatunków jak groove metal czy death metal.

## Lista utworów
1. "Masquerade in Blood" - 3:19
2. "Gathering of Minds" - 4:16
3. "Fields of Honour" - 3:23
4. "Braindead" - 2:29
5. "Verrecke" - 2:48
6. "Shadow of Damnation" - 2:57
7. "Peacemaker's Law" - 3:23
8. "Murder in My Eyes" - 2:38
9. "Unwanted Youth" - 3:32
10. "Mantelmann" - 2:10
11. "Scum" - 5:24
12. "Hydrophobia" - 3:23
13. "Let's Break the Law" (Anti-Nowhere League cover) - 2:55

Dodatkowe utwory edycji japońskiej:
1. "20,000 Feet"(Saxon cover) - 3:39

## Twórcy
- Tom Angelripper - wokal, gitara basowa
- Strahli - gitara rytmiczna i prowadząca
- Atomic Steif - perkusja